# هیسپیدین
هیسپیدین (به انگلیسی: Hispidin) یک ترکیب شیمیایی با شناسه پاب‌کم ۵۳۵۳۶۷۱ است. که جرم مولی آن ۲۴۶٫۲۱ g/mol می‌باشد. 